# Râul Iradia
Râul Iradia este un curs de apă, afluent al râului Grivele. 